# ユリス・ドレクリューズ
ユリス・ドレクリューズ（Ulysse Delécluse, 1907年1月22日 - 1995年2月7日）は、フランスのクラリネット奏者。
パ＝ド＝カレー県ヌー＝レ＝ミンヌの生まれ。パリ音楽院でオーギュスト・ペリエにクラリネットを学び、1925年にはプルミエ・プリを得て卒業して1948年までギャルド・レピュブリケーヌ吹奏楽団に首席クラリネット奏者として在籍した。1948年に楽団を退団して母校のパリ音楽院の教授となり、1978年まで在任した。
プレジールにて没。